# René Morizur
René Morizur, né le 5 février 1944 à Brest (Finistère) et mort le 25 août 2009 à Seillons-Source-d'Argens (Var), est un saxophoniste français particulièrement spécialisé dans le blues et le rock 'n' roll, mais qui fut aussi accordéoniste, multi-instrumentiste et qui a été connu par le public en tant que membre des Musclés dans les années 1990.
Son surnom dans le cercle amical était « inspecteur Néné ».

## Biographie
Au cours de sa carrière, il a accompagné pendant treize ans Johnny Hallyday (de 1971 à 1984) mais aussi Sylvie Vartan, Gene Vincent, Sheila, Bill Deraime, Daniel Balavoine, Michel Sardou, Magma, Thierry Le Luron et Dorothée.
Il a été le saxophoniste et l'accordéoniste du groupe Les Musclés (le groupe attitré du Club Dorothée qui accompagnait la chanteuse sur scène comme à l'écran). Son appartenance aux Musclés lui permet également de jouer dans les sitcoms Salut Les Musclés et La Croisière foll'amour sur TF1, et aujourd'hui rediffusées sur AB1 où il interprète son propre rôle.
Il joue aussi avec Christophe et interprète un solo dans l'album Le Beau Bizarre de ce dernier.
Dans les années 1980, René Morizur a travaillé également pour Herbert Léonard. C'est notamment lui qui joue du saxophone sur la chanson Sur des musiques érotiques (il apparaît d'ailleurs dans le clip).
Il participe également en 1985 à l'ultime album de Daniel Balavoine Sauver l'amour, sur la chanson Ne parle pas de malheur.
Quand les émissions produites par le groupe AB Productions se sont arrêtées en 1997 sur TF1, René est allé habiter en Vendée ou il assurait le saxophone dans un groupe local qui se produisait en concert dans toute cette région.
À partir de 1997 à la suite de la séparation des Musclés, René Morizur forme deux nouveaux groupes avec des artistes qu'il a côtoyés au début des années 1980, les Martins Musclés et les Bluegators avec lesquels il termine sa carrière et donne une dernière prestation à Mandelieu (France) en août 2009. Ce dernier refusera de participer à la reformation des Musclés en 2007, considérant le projet trop éloigné de l'esprit original des Musclés.

### Décès
Il meurt le 25 août 2009 d'une rupture d'anévrisme après plusieurs jours d'hospitalisation à Brignoles, dans le Var où il résidait depuis quelques années. Il est inhumé le 1er septembre 2009 à Aubagne ,.

## Filmographie

### Télévision
- 1987-1997 : Club Dorothée : René[5]
- 1989-1994 : Salut les Musclés : René[5]
- 1991 : Le Cadeau de Noël : Lui-même (au sein des Musclés)[5]
- 1992 : Le Cadeau de la rentrée : Lui-même (au sein des Musclés)[5]
- 1993 : Stars 90 spéciale Claude François : Lui-même[5]
- 1993 : Famille Fou rire : René[5]
- 1994-1997 : La Croisière foll'amour : René[5]